# Рејдова
Рејдова (слч. Rejdová) насељено је мјесто са административним статусом сеоске општине (слч. obec) у округу Рожњава, у Кошичком крају, Словачка Република.

## Становништво
| Година:    | 1994. | 2004.    | 2014.   | 2024.   |
| ---------- | ----- | -------- | ------- | ------- |
| Број људи: | 647   | 719      | 776     | 721     |
| Разлика:   |       | +11,12 % | +7,92 % | -7,08 % |

| Година:    | 2023. | 2024.   |
| ---------- | ----- | ------- |
| Број људи: | 723   | 721     |
| Разлика:   |       | -0,27 % |

Према подацима о броју становника из 2011. године насеље је имало 770 становника.